# 沙逊大厦
沙逊大厦（英語：Sassoon House）曾經为华懋饭店（Cathay Hotel），今为和平饭店，為位于中國上海外滩20号（南京东路口）的历史建筑，也是上海的地标之一，曾被誉为“远东第一楼”。其是由当时维克多·沙逊拥有的英资新沙逊洋行下属的华懋地产股份有限公司投资240万元，兴建的一幢9层大楼（局部13层），建成时是外滩最高的建筑物。建筑委托公和洋行设计，华商新仁记营造厂承建，在1926年启建，并于1929年9月5日落成。它的19米高的墨绿色金字塔形铜顶多年来都是外滩的一个显著的标志，且其也是外滩第一座用花岗石做外墙的建筑。
建成后，沙逊大厦的五至九层是华懋饭店。1956年，华懋饭店改为和平饭店营业。1989年，沙逊大厦被评为上海市文物保护单位和第一批上海市优秀历史建筑。1991年到1994年，和平饭店连续4个年度被评为“世界最著名饭店”。现在，沙逊大厦仍为上海和平饭店，但由加拿大费尔蒙酒店集团运营。

## 历史

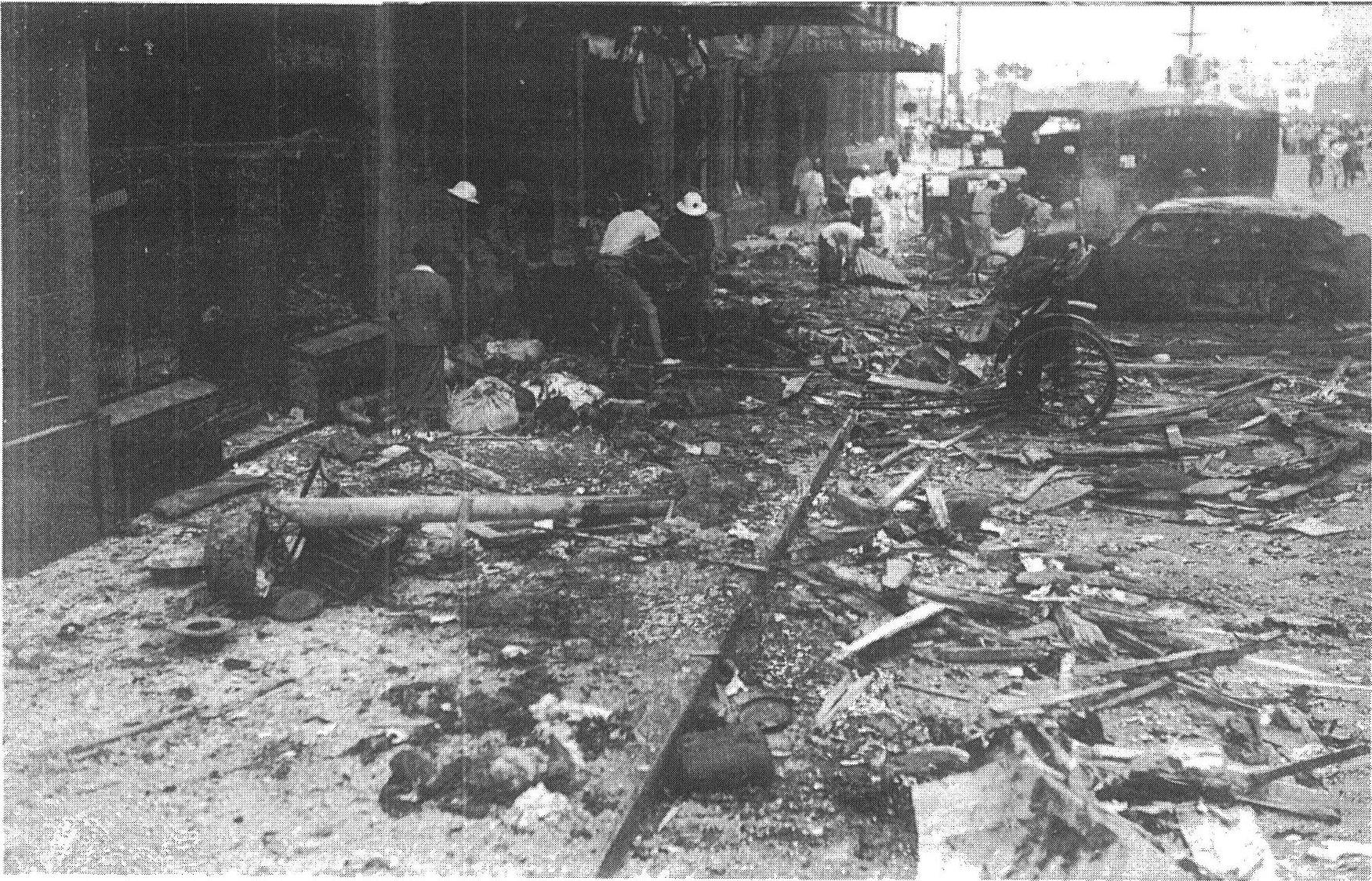
1937年8月14日，华懋饭店前的马路被战斗机炸弹炸成了大坑

1872年，英籍犹太人伊利亚斯·大卫·沙逊在孟买成立新沙逊洋行。1877年来上海设立分行。沙逊大厦地皮原属美商琼记洋行，该行1844年以每亩42两银子向农民永租。1875年，沙逊以每亩6500两购得，并建造了2幢2层楼的洋房，时称“沙逊姊妹楼”。随着洋行的成长，维克多·沙逊决定将原楼拆除，重建。1926年4月开始拆除旧房，1929年新楼建成。沙逊大厦建成第四年，该处的地价已经涨到90年前的8570多倍。
八一三事变后，1937年8月14日当天，日本战斗机突然从中掉下两颗炸弹，一颗炸毁了汇中饭店的屋顶，一颗将华懋饭店前的马路炸了个大坑，共造成729人身亡。1941年，太平洋战争爆发后，沙逊大厦被日伪没收，战争结束后被收回。另一说是，大厦在战后被孔祥熙的山西裕华银行收购。
1949年后，沙逊洋行经上海市政府同意，将沙逊大厦作为资产，来偿还洋行所欠下的各类费用，此后饭店内的部分办公室被市政财务委员会征用。1952年，上海市政府接管该楼。1956年作为和平饭店开放。1965年外滩19号原汇中饭店（Palace Hotel）并入后，分别称为和平饭店北楼（外滩20号）和南楼（外滩19号）。1997年，和平饭店进行重新装修。2010年，和平饭店北楼交由费尔蒙酒店集团运营。

## 建筑特色

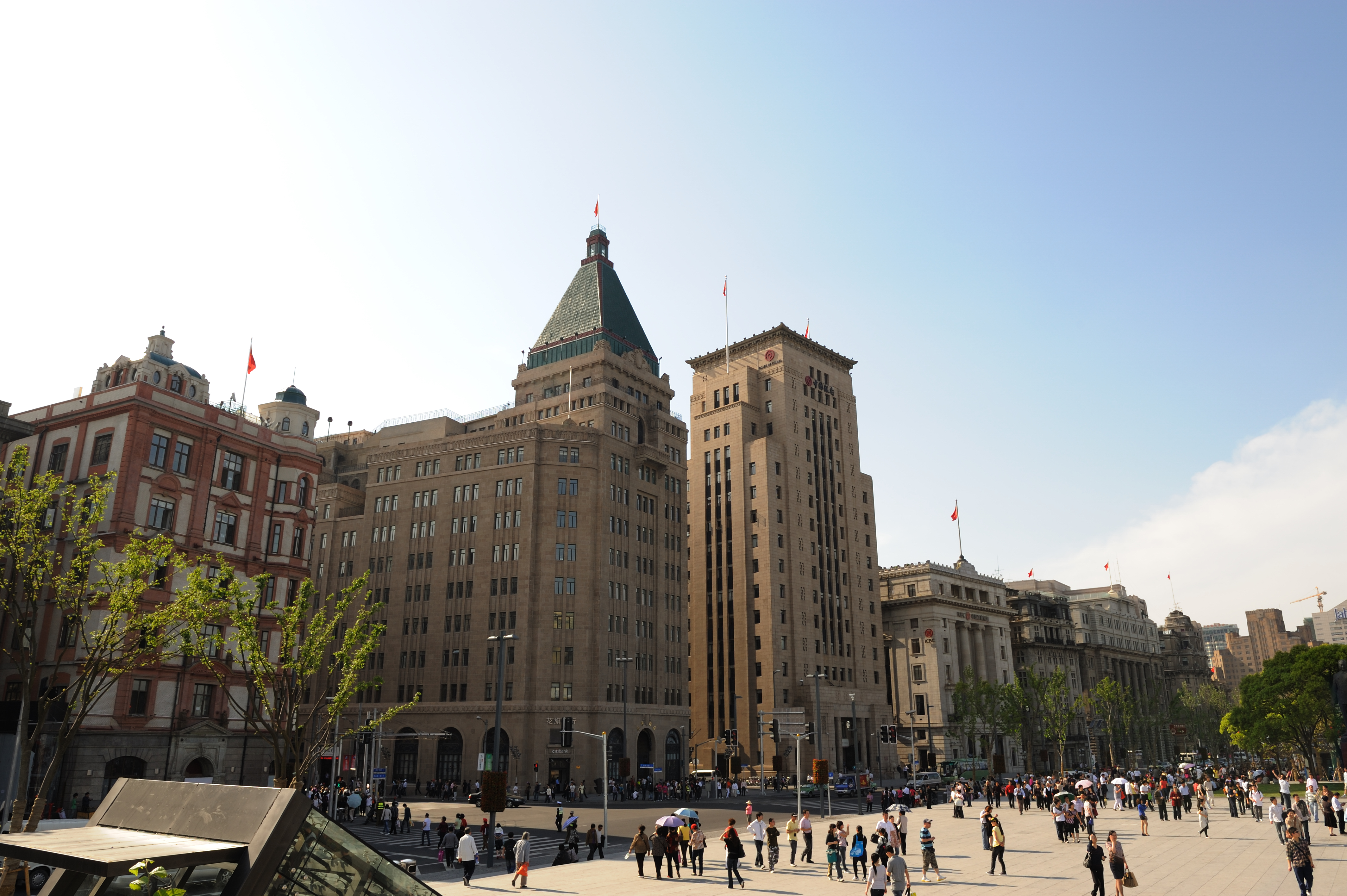
沙逊大厦（和平饭店）是外滩建築群最突出建築物之一

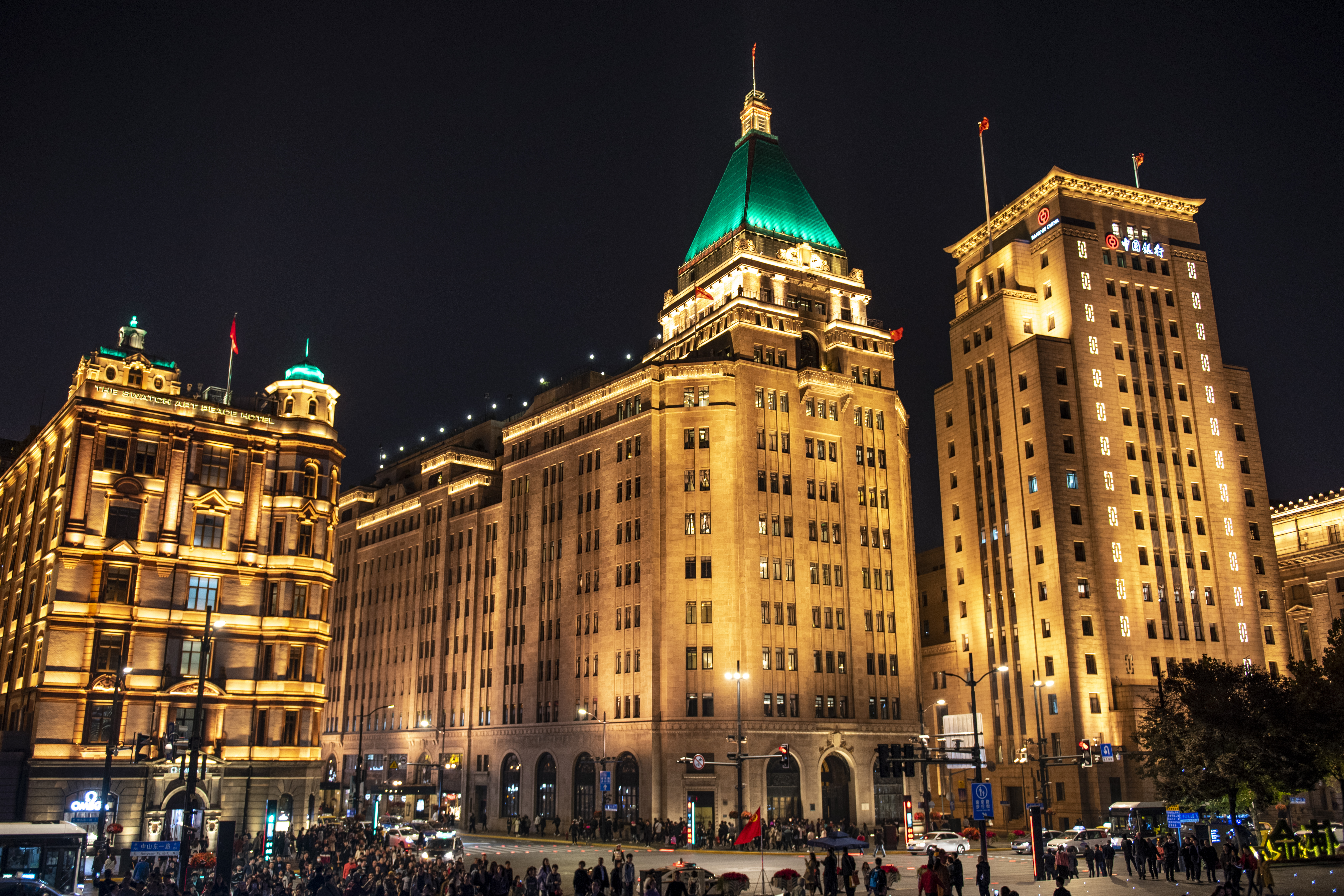
沙逊大厦夜景

沙逊大厦总高77米，共9层，地下有一层，临黄浦江一面则有13层，有装饰艺术的风格。其占地4622平方米，建筑面积36317平方米。立面用简洁的垂直线条处理，腰线及檐部处饰有花纹雕塑，是当时在美国流行的“芝加哥学派”的设计手法。大厦外墙1至8层使用花岗石砌筑，9层及顶层则用泰山石面砖。大厦的主立面为东面，屋顶耸立着一座19米高的墨绿色方锥体瓦楞紫铜皮屋顶。
大厦建成开业后，底层和二层出租。大厦底层沿南京路的店铺有大英花店、普宝斋古董店、安康洋行等，华懋饭店的正门也开在南京路上；沿外滩一面租给华比银行和上海和囒银行。三、四层是新沙逊洋行的办公地点。五至九层是华懋饭店。而且华懋饭店当时每层住房的风格都不相同。五层为德国式、印度式、西班牙式和日本式住房；六层为法国式、意大利式、美国式住房；第七层则为中国式和英国式住房。十楼便是维克多·沙逊的英国式豪华住所。在十层以上是由沙逊家族和旅馆经理居住的，室内装饰均采用英国式，且餐室内还设有小电影银幕。此外，在似金字塔的墨绿色顶内，还有个大餐厅。

## 现时情况
现在，和平饭店由锦江国际集团全资拥有，由费尔蒙酒店集团运营，拥有270间客房，包括39间套房。其中，九国特色套房依旧得到了保留，而法国、意大利、西班牙、日本和德国套房则是进行了重新设计。此外，酒店也有诸多餐厅和酒吧，如上海特色餐厅龙凤厅、爵士吧、华懋阁西餐厅及观景露台、Cin Cin 吧、茉·莉酒廊以及维克多咖啡厅。

## 圖片
- 1930年代出版的沙逊大厦照片，當時為華懋飯店
- 沙逊大厦大門，攝於1945年10月10日
- 2002年9月的沙逊大厦
- 沙逊大厦向南京东路一面外牆
- 沙逊大厦的全国重点文物保护单位标志